# Baudhayana-sulba-sutra
El Baudhāyana Śulbasūtra fue escrito por el matemático y escritor religioso indio Baudhayāna (entre el siglo V y II a. C.). Cubren temas como el dharma (‘religión’), los rituales diarios, la matemática, etc.
El Baudhāyana Śulbasūtra fue el primero de los Śulbasūtra ―apéndices del Rig-veda (el texto más antiguo de la India, de mediados del II milenio a. C.) que presentan reglas para la construcción de altares―. Este texto es notable desde el punto de vista de la matemática, porque contiene varios resultados matemáticos importantes, incluyendo un valor del número pi con cierto grado de precisión, y una versión de lo que hoy se conoce como el teorema de Pitágoras (569-475 a. C.).

## Los sutras de Baudhāyana
Los sutras de Baudhāyana están asociados con el Taittiriya Śākhā (la ‘rama de Tittiri’) del Krishna Yajurveda. Los sutras de Baudhaiana tienen seis secciones:
- Śrauta sūtra, probablemente en 19 praśnas (‘preguntas’).
- Karmānta sūtra, en 20 adhiaias (‘capítulos’).
- Dvaidha sūtra, en 4 praśnas
- Grihya sūtra, en 4 praśnas
- Dharmasūtra, en 4 praśnas y
- Śulbasūtra, en 3 adhyayas.

## Autoría y fechas
Los matemáticos Apastamba y Baudhayana pertenecían a la rama de la escuela védica Taittiriya, dedicada al estudio del Yajurveda. Robert Lingat afirma que Baudhaiana fue el primero en componer la colección Kalpasūtra de la escuela Taittiríaa, que más tarde seguiría Apastamba.
El sanscritólogo indio Pandurang Vaman Kane (1880-1972) calculó que este Sūtra fue escrito entre el 500 y el 200 a. C. [5]

## Las matemáticas en elBaudhaiana-sulba-sutra

### Teorema de Pitágoras
Se debe tener presente que los Sulba-sutras en general no contienen ninguna evidencia de las normas que describen, ya que son sutras, o sea, fórmulas concisas.
La más notable de las reglas del Baudhāyana Śulbasūtra dice:

dīrghas-iākṣaṇaiā rayyuḥ pārśvamānī, tiriaḍam mani

cha iat pṛithag-bhūte kurutas-tadubhaiāṅ karoti

‘Una cuerda estirada a lo largo de la longitud de la diagonal produce un área que los lados verticales y horizontales hacen juntos’.

Esto parece referirse a un rectángulo, aunque algunas interpretaciones consideran que se refiere a un cuadrado. En cualquier caso, afirma que el cuadrado de la hipotenusa es igual a la suma de los cuadrados de los lados. Sin embargo, si se refiere a un triángulo isósceles con un ángulo recto, constituiría una afirmación menos general, pero el texto parece estar muy abierto a lados desiguales.
Si se refiere a un rectángulo, esta sería la declaración más antigua registrada del teorema de Pitágoras.
Baudhaiana también proporciona una demostración no axiomática utilizando una medida de la cuerda de la forma restringida del teorema de Pitágoras correspondiente a un triángulo rectángulo isósceles:
La cuerda que se extiende a través de un cuadrado produce un área el doble del tamaño del cuadrado original.

### Cuadratura del círculo
Otro problema que abordó Baudhāyana fue el de encontrar un círculo cuya área fuera la misma que la de un cuadrado (o sea, la inversa de la cuadratura del círculo). En el sutra 1.58 presenta esta construcción:

Dibuja la mitad de su diagonal sobre el centro hacia la línea este-oeste; luego describe un círculo junto con una tercera parte de lo que se encuentra fuera del cuadrado.
Baudhāyana

Explicación:
(2 + \ sqrt {2}) ^ 2 \ aprox 11,66 \ aprox {36,6 \ sobre \ pi}, por lo que el área de {\ pi} r ^ 2 \ aprox \ pi \ épocas {a ^ 2 \ over 6 ^ 2} \ épocas {36,6 \ sobre \ pi} \ aprox a ^ 2.

### Raíz cuadrada de 2
En el texto 1.61-2 del Baudhaiana Śulbasūtra (que se elabora en el Apastamba Śulbasūtra 1.6) se presenta la longitud de la diagonal de un cuadrado en términos de sus lados, lo que equivale a una fórmula de la raíz cuadrada de 2:

dwikaraṇī samasia pramāṇam tṛitīiena vardhaiet

tac chaturthena-ātma-chatus-triṃśonena sa-viśeṣaḥ

La diagonal [literalmente: ‘la dobladora’] de un cuadrado. La medida se debe incrementar en un tercio y en un cuarto disminuido por una 34.ava parte. Esa es su diagonal aproximadamente.

Es decir,
{\displaystyle 1+{\frac {1}{3}}+{\frac {1}{3\cdot 4}}-{\frac {1}{3\cdot 4\cdot 34}}={\frac {577}{408}}\approx 1,414215686.}

que es correcto en cinco decimales.
Otros teoremas incluyen:
diagonales de rectángulos que se bisecan entre sí,
diagonales del rombo que se bisecan en ángulos rectos,
el área de un cuadrado formado por la unión de los puntos medios de un cuadrado cuyo tamaño es la mitad del cuadrado original,
los puntos medios de un rectángulo unidos forman un rombo cuya área es la mitad que la del rectángulo,
etc.
Se debe tener en cuenta el énfasis en rectángulos y cuadrados; esto se debe a la necesidad de especificar el tamaño correcto de los bhūmikās ―es decir, los altares en los que se llevaban a cabo los rituales de los sacrificios de fuego (yajña)―.